# Alva Thors
Alva Thors, född 14 juni 2005, är en  finlandssvensk före detta skidåkare som tävlade i backhoppning och nordisk kombination för Vörå IF.
Thors debuterade i juniorvärldsmästerskapen i nordisk skidsport år 2021. Hennes bästa resultat är en 17:e plats år 2023.
Vid världsmästerskapen i nordisk skidsport 2023 i Planica i Slovenien, som var det första året kvinnor fick deltaga,
kom Alva Thors på 27:e plats. Säsongen 2022–23 deltog hon i 
världscupen i nordisk kombination med en 20:e plats som bästa resultat.
Alva Thors utsågs till sommarpratare i radioprogrammet Vegas sommarpratare i YLE år 2024.
I april 2025 meddelade Thors att hon avslutar sin skidkarriär för att studera juridik.